# Koenraad I van Karinthië
Koenraad I van Karinthië (circa 975 - 12 december (of 15 december) 1011) was van 1004 tot 1011 hertog van Karinthië. Hij behoorde tot de Salische dynastie.

## Levensloop
Hij was de derde zoon van hertog Otto I van Karinthië en een neef van paus Gregorius V, een jongere broer van zijn vader. Na het overlijden van zijn twee oudere broers werd hij troonopvolger.
In 1002 was zijn vader na de dood van Heilig Rooms keizer Otto III kandidaat om keizer van het Heilig Roomse Rijk te worden, maar trok zijn kandidatuur in toen bleek dat Hendrik IV van Beieren ook kandidaat was. Deze zou uiteindelijk als Hendrik II Heilig Rooms keizer worden. Hetzelfde jaar huwde hij met Mathilde van Zwaben, dochter van Herman II van Zwaben. Deze was ook kandidaat voor de Heilig Roomse troon. In tegenstelling tot zijn vader steunde Koenraad Herman II van Zwaben in zijn strijd voor de troon, maar uiteindelijk won Hendrik IV van Beieren de verkiezing om de nieuwe Heilig Roomse keizer te worden.
Met Mathilda zou Koenraad I van Karinthië twee kinderen krijgen:
- Koenraad de Jongere (1003-1039), hertog van Karinthië vanaf 1036.
- Bruno (1005-1045), bisschop van Würzburg vanaf 1034.

In 1004 volgde Koenraad zijn vader op als hertog van Karinthië en markgraaf van Verona. Toen hij in 1011 overleed, was zijn zoon nog minderjarig. Om deze reden gaf keizer Hendrik II het hertogdom van Karinthië aan Adalbero van Eppenstein, die gehuwd was met de zus van Mathilda, Beatrice. Hij werd begraven in de Dom van Worms.